# GP Chantal Biya
De Grote Prijs Chantal Biya (Frans: Grand Prix Chantal Biya) is een meerdaagse wielerwedstrijd in Kameroen. De rittenkoers wordt sinds 2001 elk jaar begin oktober georganiseerd en maakt sinds 2006 deel uit van de UCI Africa Tour. Meestal bestaat de wedstrijd uit een proloog en twee ritten in lijn in de omgeving van de Kameroense hoofdstad Yaoundé. De race is genoemd naar Chantal Biya, vrouw van de Kameroense president Paul Biya.

## Lijst van winnaars

### Meervoudige winnaars
| Overwinningen | Renner            | Land      | Jaren       |
| ------------- | ----------------- | --------- | ----------- |
| 2             | Martinien Tega    | Kameroen  | 2004 + 2010 |
| 2             | Peter van Agtmaal | Nederland | 2007 + 2009 |
| 2             | Yves Ngue Ngock   | Kameroen  | 2011 + 2013 |

### Overwinningen per land
| Overwinningen | Land                                                 |
| ------------- | ---------------------------------------------------- |
| 7             | Kameroen                                             |
| 2             | Algerije, Frankrijk, Nederland, Slowakije            |
| 1             | België, China, Eritrea, Marokko, Rwanda, Zwitserland |

2005 · 
2006 · 
2007 · 
2008 · 
2009 · 
2010 · 
2011 · 
2012 · 
2013 ·
2014 · 
2015 ·
2016 ·
2017 ·
2018 ·
2019 ·
2020 ·
2021 ·
2022 ·
2023 ·
2024 ·
2025
Belangrijkste wedstrijden

Ronde van Burkina Faso · La Tropicale Amissa Bongo · Ronde van Kameroen · Ronde van Marokko · GP Chantal Biya · Ronde van Rwanda